# Édouard Lalo
Édouard Victoire Antoine Lalo (Lilla, 27 gennaio 1823 – Parigi, 22 aprile 1892) è stato un compositore francese.

## Biografia
Edouard Lalo studiò violino e violoncello al conservatorio di Lilla sotto la guida del professore tedesco Baumann.
All'età di 16 anni, contro la volontà del padre, partì per Parigi allo scopo di continuare i suoi studi musicali e fece conoscenza di Eugène Delacroix, Charles Gounod ed Hector Berlioz. Studiò violino al Conservatorio di Parigi e si fece apprezzare come violinista nelle stagioni di musica da camera organizzate da Jacquard e Jules Armingaud. Parallelamente compose musica strumentale che fu apprezzata più all'estero che in Francia.
Le prime composizioni furono create per piccoli gruppi vocali o strumentali. In particolare sei Romanze popolari (1849), sei Melodie su testi di Victor Hugo (1856), due Trii per pianoforte (tra il 1850 e il 1852) e parecchie opere per violino e pianoforte. Sembra che egli stesso abbia distrutto le sue prime due sinfonie.
Nel 1855 partecipa alla fondazione del Quartetto Armingaud il cui scopo era quello di far conoscere le opere dei compositori tedeschi. Quattro anni più tardi fonderà un proprio quartetto d'archi. Nel 1866 termina Fiesque, la sua prima opera, che non venne mai rappresentata ma diede materiale ad altre opere quali Divertimento per orchestra (1872) e la Sinfonia in Sol minore (1866).
Il successivo decennio fu particolarmente fecondo e vide i primi veri successi presso il pubblico. Compose tra l'altro: il Concerto per violino (1873), il Concerto per violoncello (1877) e le sue due opere più celebri: la Symphonie Espagnole (1874) e l'opera Le Roi d'Ys (1875-1881). Fu proprio la Symphonie Espagnole, un concerto per violino in cinque movimenti scritto per Pablo de Sarasate e ancor oggi molto popolare, a dargli notorietà. Il suo Concerto per violoncello anche molto apprezzato, è un'opera di grande interesse. Le Roi d'Ys fu composta nella maturità (1888) e costituì un grande successo contemporaneo che ancor oggi è amata dal pubblico francese.
Il balletto Namouna fu richiesto dal Palais Garnier di Parigi con la coreografia di Lucien Petipa con Rita Sangalli e Louis Mérante e ottenne un'accoglienza tiepida da parte del pubblico, ma entusiastica da parte dei compositori Debussy, Fauré ed Chabrier. L'opera è oggi rappresentata perlopiù nella veste di suite per orchestra.
Il 31 dicembre 1888 fu nominato Ufficiale della Legion d'Onore.
Lalo è sepolto nel Cimitero di Père-Lachaise.

## Stile
Lalo è apprezzato principalmente per la ricchezza dell'orchestrazione. Sia come interprete sia come compositore egli partecipò al rinnovamento della musica da camera francese. Nel suo quartetto per archi si rileva la forte influenza di Beethoven, ma ciò non esclude l'apporto di un vigore ritmico del tutto personale.
La sua Sinfonia spagnola per violino e orchestra, che vide la luce contemporaneamente alla Carmen di Georges Bizet, è una delle prime composizioni orchestrali francesi a far uso del folclore spagnolo e dei suoi ritmi di danza. Ritroviamo l'interesse per il folclore anche nella Fantasia norvegese, nella Rapsodia norvegese, nel Concerto russo e nella leggenda bretone scelta come soggetto per l'opera Le Roi d'Ys. 
Privilegiando le forme brevi, il Lalo diede prova di grande inventiva melodica e ritmica, sostenuta da una ricca scrittura armonica.

## Composizioni principali

### Musica orchestrale
- Aubade, per dieci strumenti (1872)
- Divertimento (1872)
- Concerto per violino e orchestra op. 20 (1873)
- Symphonie Espagnole op. 21 per violino e orchestra (1875)
- Concerto per violoncello e orchestra (1876)
- Rapsodia norvegese (1879)
- Sinfonia (1886)
- Concerto per pianoforte e orchestra (1889)
- Scene dal Savonarola, opera inedita

### Musica da camera
- Sonata per violino e pianoforte op. 12 (1853)
- Sonata per violoncello e pianoforte (1856)
- 3 Trii per violino, violoncello e pianoforte
- Quartetto per archi op. 19 (1859, revisionato nel 1884 come op. 45)

### Musica vocale
- 5 Lieder su Lamartine, Laprade et Silvestre (1879)
- 6 Melodie su poesie di Victor Hugo (1855)
- 3 Melodie su scritti di Musset

### Opere
- Fiesque (1866)
- Le Roi d'Ys (1888)

### Balletti
- Namouna (6 marzo 1882)